# Осис, Янис Аугустович
Янис Аугустович Осис (латыш. Jānis Osis; 1895—1973) — латышский, советский актёр, театральный режиссёр. Народный артист СССР (1956).

## Биография
Родился 23 июня (5 июля) 1895 года (по другим источникам — 6 июля) в Риге (ныне в Латвии).
В 1911—1915 годах учился в Рижском реальном училище. В 1915—1916 — на химическом факультете в Петроградском университете.
В 1916—1917 годах играл Новом Петроградском Латышском театре под руководством А. Миерлаукса и А. Ф. Амтманиса-Бриедитиса. В 1918—1919 — актёр Фронтового советского театра солдат и рабочих при 5-м Земгальском латышском стрелковом полку в Арзамасе.
С 1919 по 1971 год — актёр Рабочего театра Советской Латвии в Риге (позже — Государственный театр драмы Латвийской ССР, ныне — Латвийский Национальный театр). В 1932—1938 годах — также и режиссёр театра.
С 1940 года снимался в кино.
Во время войны по некоторым данным участвовал в спасении евреев от нацистского геноцида — в своей квартире прятал учёного—медика В. Гольдберга. Однако в списке тех, кому за спасение евреев присвоено звание праведник мира по состоянию на 1 января 2014 года, не числится.
Умер 3 ноября 1973 года в Риге. Похоронен на 1-м Лесном кладбище.

## Награды и звания
- Заслуженный артист Латвийской ССР (1945)
- Народный артист Латвийской ССР (1947)
- Народный артист СССР (1956)
- Сталинская премия второй степени (1950 — за исполнение роли барона фон Мейендорфа в фильме «Райнис» (1950)
- Сталинская премия третьей степени (1951) — за исполнение роли Ванага в спектакле «Земля зелёная» А. М. Упита
- Орден Трёх звёзд IV степени (1938)
- Орден Ленина (1965)
- Орден Трудового Красного Знамени (1955)
- Орден Знак Почёта (1946)
- Медали

## Роли в театре
- 1920 — «Иосиф и его братья» Я. Райниса — Левий
- 1921 — «Борьба за престол» Г. Ибсена — Скуле
- 1921 — «Играл я, плясал» Я. Райниса — Барин
- 1922, 1936, 1947 — «Виндзорские насмешницы» Шекспира — Фальстаф
- 1922 — «Царь Эдип» Софокла — царь Эдип
- 1922, 1946 — «Тартюф» Мольера — Тартюф
- 1926 — «Буря» Шекспира — Калибан
- 1928 — «Илья Муромец» Я. Райниса — Микула
- 1932 — «Перед восходом солнца» Г. Гауптмана — Маттиас Клаузен
- 1936 — «Йун Габриэль Боркман» Г. Ибсена — Йун Габриель Боркман (также и режиссёр спектакля)
- 1938 — «Индулис и Ария» Я. Райниса — Минтаут
- 1945 — «Волки и овцы» А. Н. Островского — Михаил Борисович Лыняев
- 1947 — «Кремлёвские куранты» Н. Ф. Погодина — Антон Иванович Забелин
- 1949 — «Сын рыбака» В. Т. Лациса — Гароза
- 1950 — «Горе от ума» А. С. Грибоедова — Павел Афанасьевич Фамусов
- 1950 — «Земля зелёная» А. М. Упита — Ванаг
- 1952 — «Ревизор» Н. В. Гоголя — Городничий
- 1953 — «Господин Цеплис» П. Розитиса — Цеплис
- 1957 — «Гражданин мира» Д. А. Щеглова — Карл Маркс
- 1958 — «Третья патетическая» Н. Ф. Погодина — Гвоздилин
- 1959 — «Гамлет» Шекспира — Полоний
- 1962 — «Блудный сын» Р. М. Блауманиса — Роплайнис

## Фильмография
- 1940 — Плотина (фильм не сохранился) — Ронис, скотопромышленник
- 1947 — Возвращение с победой — староста
- 1949 — Райнис — барон фон Мейендорф
- 1951 — Прощай, Америка! — Чарльз Уинчелл, доктор посольства
- 1955 — К новому берегу — кулак Тауринь
- 1955 — Михайло Ломоносов — Миллер
- 1956 — За лебединой стаей облаков — Свикке
- 1956 — Урок истории — Бюнгер
- 1957 — Сын рыбака — купец Гароза
- 1958 — Чужая в посёлке — Стагарс, старый рыбак
- 1963 — Никуда больше не надо идти (короткометражный) — Марцис Сеглиньш
- 1969 — У богатой госпожи — эпизод
- 1970 — Слуги дьявола — Мантейфель
- 1972 — Слуги дьявола на Чёртовой мельнице — Мантейфель.